# 普談寺
普談寺（ふだんじ）は、新潟県新潟市秋葉区朝日にある真言宗智山派の寺院。山号は大悲山（だいひさん）。沢海藩主溝口家の祈願所。

## 歴史
創建年は不詳。本尊の十一面観音菩薩（朝日観音）は、聖徳太子が彫ったと伝わる秘仏。1653年（承応2年）良快和尚により再興。1676年(延宝4年) に山号を、普堕落山から大悲山に改める。1591年（天正19年）上杉謙信の家臣船山氏が普談寺の寺宝である絵馬を寄進（狩野元信作2枚1対:1982年新潟市指定文化財）。1993年〈平成5年〉境内の大スギ〈推定樹齢700年〉が新潟市指定天然記念物に指定される。

## 周辺
- 新潟県立植物園
- 新潟薬科大学薬学部附属薬用植物園[5]
- 花と遺跡のふるさと公園[6]
- 新津フラワーランド[7]
- 新潟市新津美術館
- 史跡古津八幡山弥生の丘展示館
- 新潟県埋蔵文化財センター
- 石油の里公園[8]
- 石油の世界館[9]
- さつき山公園[10]
- つばき山公園[11]

## アクセス
- 電車:信越本線古津駅より、徒歩で15分〈約1キロメートル〉
- 車:磐越自動車道新津インターチェンジより、車で約25分。